# NPa-500MB
O NPa-500MB é um projeto de navio-patrulha offshore de propriedade da Empresa Gerencial de Projetos Navais para a Marinha do Brasil. Posssuirá um deslocamento de 500 toneladas e sua construção será no Brasil. O projeto recebeu certificação de uma Sociedade Classificadora aprovada pela International Association of Classification Societies (IACS). Este navio foi projetado para desempenhar uma variedade de missões, incluindo a vigilância da Zona Econômica Exclusiva (ZEE), operações de busca e salvamento, bem como o combate a atividades ilegais no mar. Está previsto o orçamento para sua construção em 2024.